# Тканинні рукавні фільтри

Тканинні рукавні фільтри (рис.) — фільтри для очистки запилених газів. Найбільш розповсюджені на збагачувальних фабриках.
Рукавний фільтр складається з металевого корпусу 2, вхідного 1 і вихідного 3 патрубків, струшуючого механізму 4, рукавів 5, горизонтальної перемички 6 і бункера 7 з шлюзовим затвором 8. Корпус фільтра розділений вертикальними перегородками на окремі секції, які горизонтальною перемичкою відділені від пилового бункера. Перемичка обладнана патрубками, до яких кріпиться нижня частина тканинних рукавів. Струшуючий механізм призначений для періодичного струшування пилу, який осів на внутрішній поверхні рукавів.
Запилене повітря подається по вхідному патрубку в приймальну камеру, з якої розподіляється по рукавах. Пил утримується на внутрішній поверхні рукавів, а повітря проходить крізь пори тканини і відводиться з фільтра через вихідний патрубок. Зі збільшенням товщини шару пилу на поверхні рукавів збільшується опір руху повітря і знижується продуктивність фільтра, тому через 3 — 8 хв. (залежно від крупності пилу) автоматично здійснюється струшування пилу, який осів на поверхні рукавів. При струшуванні рукавів секції відключається подача пилогазової суміші і під тиском подається стиснене повітря для кращого видалення пилу з поверхні рукавів. Пил під дією сили ваги зсипається в пиловий бункер і виводиться з фільтра. Після очистки рукавів від пилу секція знов включається до роботи. В момент струшування пилу в секції запилене повітря надходить на очистку в паралельну секцію.
Фільтри працюють з підсмоктуванням повітря, який становить до 15 % від об'єму повітря або газу, що надходить на очистку.